# حافظ أحمد باشا الخادم
حافظ أحمد باشا الخادم ‏ ( - 3 نوفمبر 1613 ) سياسي عثماني شغل منصب والي مصر منذ 1590 حتى 1594.